# Kangasrakitsa
Kangasrakitsa är en kulle i Finland. Den ligger i Savukoski i landskapet Lappland, i den norra delen av landet, 900 km norr om huvudstaden Helsingfors. Toppen på Kangasrakitsa är 405 meter över havet, eller 106 meter över den omgivande terrängen. Bredden vid basen är 12,6 km.
Terrängen runt Kangasrakitsa är huvudsakligen platt, men norrut är den kuperad.Trakten runt Kangasrakitsa är nära nog obefolkad, med mindre än två invånare per kvadratkilometer. Det finns inga samhällen i närheten. 